# Pierre de Nolhac
Pour les articles homonymes, voir Nolhac.
Pierre Girauld de Nolhac, né le 15 décembre 1859 à Ambert (Puy-de-Dôme) et mort le 31 janvier 1936 à Paris, est un historien et poète parnassien français. Il fut le conservateur du musée du château de Versailles de 1892 à 1920.

## Biographie

### Famille
Pierre Girauld de Nolhac est né dans une famille d'ancienne bourgeoisie originaire du Velay, issue de Jean Girauld de Nolhac, notaire en 1681 à Saint-Privat-d'Allier, dans l'actuel département de la Haute-Loire, acquéreur du domaine de Nolhac dont la famille a conservé le nom :
- Jean-Baptiste Girauld de Nolhac était notaire à Saint-Privat-d'Allier en 1645.
- Jacques Girauld de Nolhac (1697-1730), était bourgeois de Langeac (Haute-Loire).
- François Girauld de Nolhac (mort en 1795), était chef de bataillon de la Garde nationale de Riom (Puy-de-Dôme), puis greffier de paix à Langeac.
- Annet Girauld de Nolhac (1778-1860), était receveur des contributions indirectes  à Riom.
- Paul Girauld de Nolhac  (1821-1908), était fonctionnaire des finances à Riom. Il est le père de Pierre de Nolhac.

Époux d'Alix de Goÿs de Mézeyrac (1862-1939) (cousine germaine du général Louis de Goÿs de Mézeyrac), il a six enfants, dont Henri, peintre portraitiste.
Les autres enfants sont Paolo, François, Marie-Louise (épouse Georges Salvy) et Frédérique (épouse Pierre-Jules Boulanger).

### Carrière
Après des études au Puy-en-Velay, à Rodez et à Clermont-Ferrand, Pierre de Nolhac se rend à Paris en 1880 pour préparer une licence de lettres à la Sorbonne et à l'École pratique des hautes études, où il sera plus tard directeur d'études. Membre de l'École française de Rome en 1882, il y travaille notamment sur l'humanisme italien du XVIe siècle. 
Nommé en 1886 attaché au musée de Versailles, il en devient le conservateur en 1892, y ouvre une chaire d'histoire de l'art relevant de l'École du Louvre en 1910, puis prend sa retraite au musée Jacquemart-André en 1920. Il est élu membre de l'Académie française en 1922.
Son action au musée du château de Versailles a été déterminante, puisqu'il a largement contribué à sa modernisation et à en reconstituer les collections, notamment celle du mobilier, qui avait été dispersée pendant la Révolution française. Il joua également un rôle important dans les préparatifs de la signature du traité de Versailles qui eut lieu dans le château en juin 1919.
Pierre de Nolhac a laissé une œuvre abondante consacrée en majeure partie à l’histoire, en particulier à l’humanisme pendant la Renaissance. Lors de son séjour à l'École française de Rome (1882-1885), il avait découvert à la Bibliothèque apostolique vaticane des manuscrits inédits de Pétrarque, dont le fameux Canzoniere, ce qui lui permit de faire avancer la connaissance à son sujet. Sa monographie sur Fulvio Orsini fait encore autorité. Il a également consacré de très nombreux ouvrages à la reine Marie-Antoinette et au château de Versailles. Son œuvre comme poète fut reconnue en son temps, notamment par son ami le poète italien Gabriele D'Annunzio.
La bibliothèque de Versailles possède de nombreux manuscrits des principales œuvres de Pierre de Nolhac dont il fit don de son vivant comme Érasme en Italie, La reine Marie-Antoinette, Nattier ou Louis XV et Marie Leszczynska. On peut aussi y trouver l'original de son discours de réception à l'Académie française en 1923 ou sa très volumineuse correspondance avec des personnalités aussi diverses que Proust, Bergson, Leconte de Lisle, Renan, Mussolini ou Lyautey,.
Il est enterré dans la tombe familiale au cimetière des Charmettes de Riom (Puy-de-Dôme).

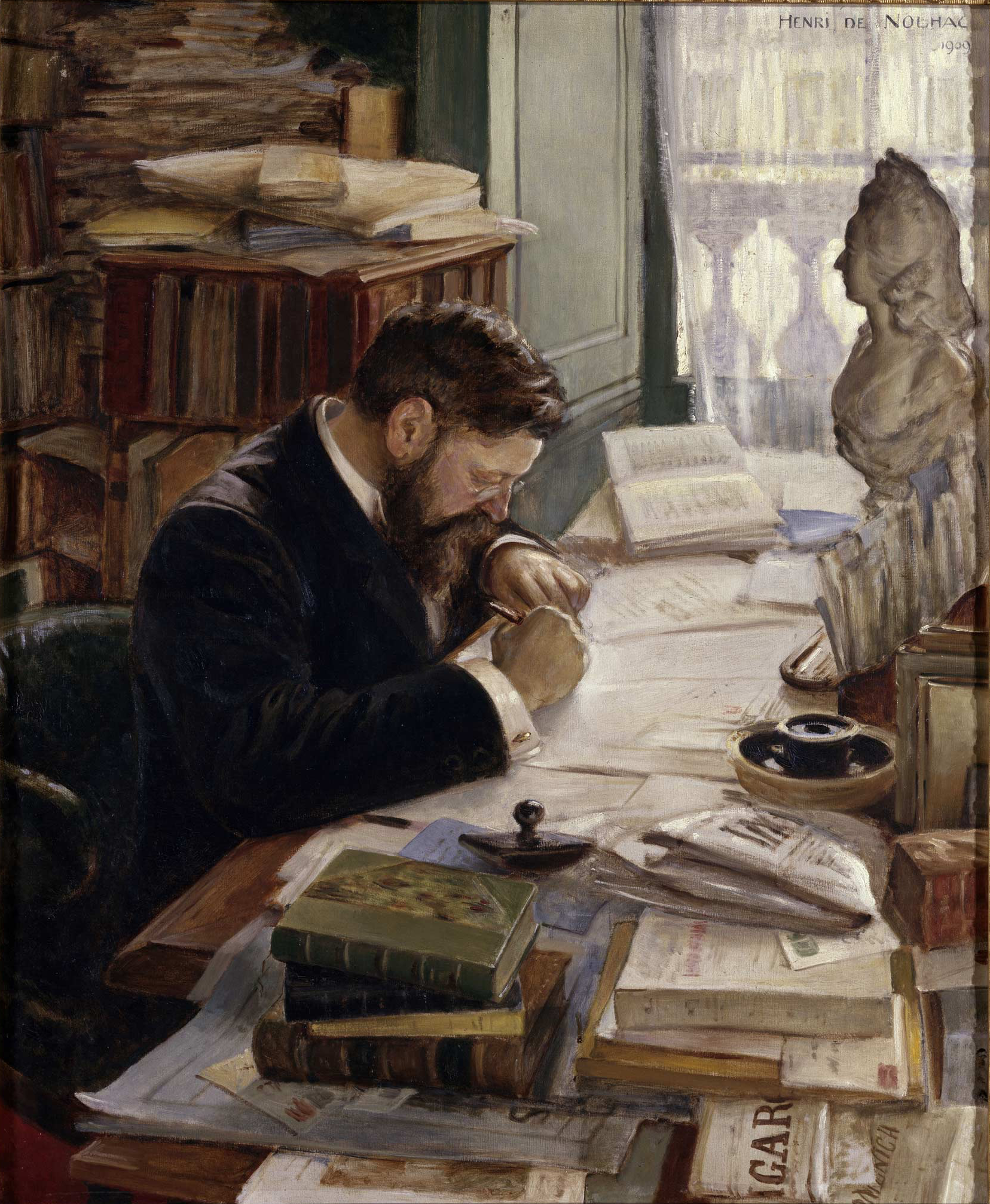
Pierre de Nolhac, peint par son fils.
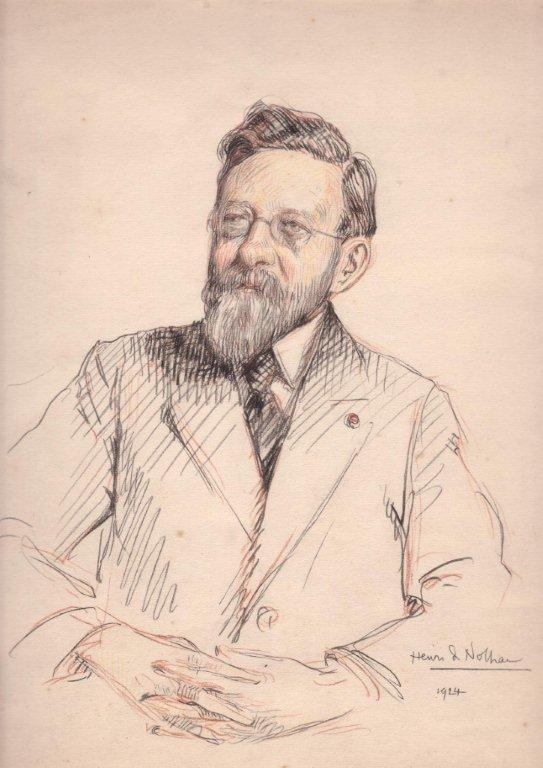
Pierre de Nolhac portraituré par son fils Henri en 1924.
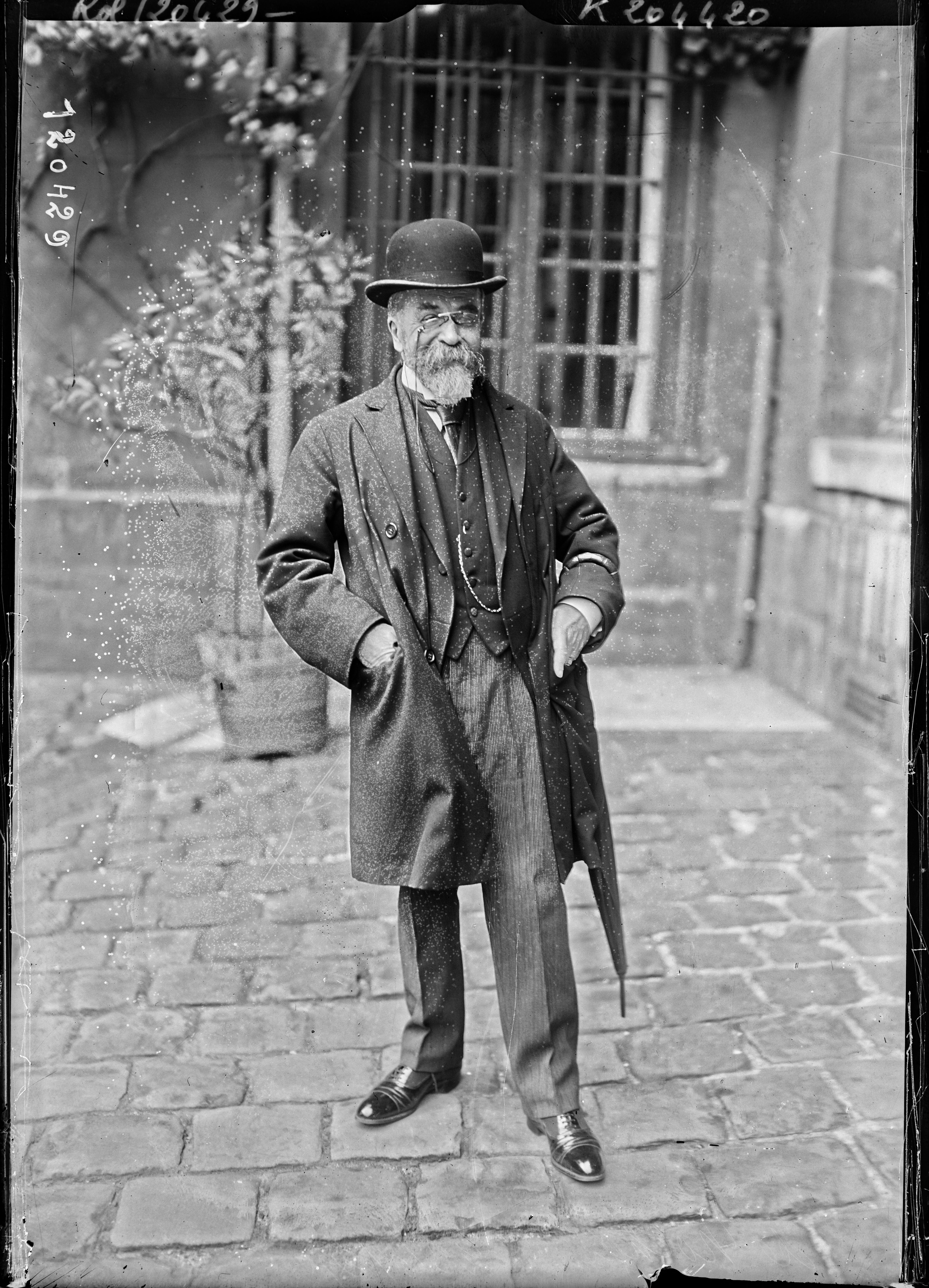
Pierre de Nolhac, le 23 juin 1927.

## Publications

### Histoire
- Le Dernier Amour de Ronsard (1882)
- Lettres de Joachim Du Bellay publiées pour la première fois d'après les originaux (1883)
- Le Canzoniere autographe de Pétrarque (1886)
- La Bibliothèque de Fulvio Orsini (1887)
- Petites Notes sur l'art italien (1887)
- Erasme en Italie. Les études grecques de Pétrarque (1888)
- Les Correspondants d'Alde Manuce (1888)
- Matériaux nouveaux d'histoire littéraire (1483-1514) (1888)
- Le Château de Versailles au temps de Marie-Antoinette (1889)
- Piero Vettori et Carlo Sigonio, correspondance avec Fulvio Orsini (1889)
- La Reine Marie-Antoinette (1889)
- Les Consignes de Marie-Antoinette au Petit Trianon (1890)
- Le De viris illustribus de Pétrarque, notice sur les manuscrits originaux, suivie de fragments inédits (1890)
- Il viaggio in Italia di Enrico III, re di Francia, e le feste a Venezia, Ferrara, Mantova e Torin (1890)
- De Patrum et bledii Aevi scriptorum codicibus in Bibliotheca Petrarcae olim collectis, thèse (1892)
- Pétrarque et l'Humanisme, thèse (1892)
- Marie-Antoinette à Trianon (1893)
- Paysages de France et d'Italie (1894)
- Pietro Bembo et Lazare de Baïf (1894)
- Le Château de Versailles musée d'art décoratif (1896)
- La Dauphine Marie-Antoinette (1896)
- Le Musée de Versailles. Le Virgile du Vatican et ses peintures (1897)
- Le Premier Travail français sur Euripide : la traduction de François Tissard (1898)
- Le Château de Versailles sous Louis XV (1898)
- Les Dernières Constructions de Le Vau à Versailles (1899)
- Histoire du château de Versailles (1899-1900)
- L'Allée d'eau des jardins de Versailles (1900)
- Louis XV et Marie Leszczynska (1900)
- Trianon de porcelaine. La Création de Versailles (1901)
- Louis XV et Madame de Pompadour (1903)
- Poèmes de France et d’Italie (1904)
- Jean Marc Nattier (1905)
- Les Jardins de Versailles (1906) : lire en ligne
- François Boucher (1907)
- Les Sonnets (1907)
- Madame Vigée-Le Brun (1908)[9]
- Jean-Honoré Fragonard (1910)
- Hubert Robert, 1733-1808 (1910)
- Versailles sous Louis XIV (éd. André Marty, 1911)
- Le Trianon de Marie-Antoinette (1914)
- Versailles au XVIIIe siècle (1918)
- Vers pour la Patrie (1920)
- Ronsard et l'Humanisme (1921)
- Souvenirs d'un vieux Romain (1922)
- Un poète rhénan ami de la Pléiade : Paul Melissus (1923)
- Études sur la Cour de France (1924)
- Pierre de Ronsard (1924)
- Pascal en Auvergne (1925)
- Versailles inconnu (1925)
- Madame de Pompadour et la Politique (1928 - Calman Levy, Paris - réédition en 1930 chez Louis Conard, Paris)
- Le Testament d'un Latin (1928)
- L'Art de la miniature chez Pétrarque (1928)
- Autour de la Reine (1929)
- La Vie et l’œuvre de Maurice Quentin de Latour (1930)
- Pages auvergnates (1931)
- L'Art à Versailles (1931)
- Contes philosophiques (1932)
- Laus Florentiae, con la versione italiana di Adolfo Mabellini (1932)
- Le Rameau d'or (1933)
- Marie-Antoinette (1936)

### Mémoires
- Souvenirs d'un vieux romain, Paris, Plon, 1930
- La Résurrection de Versailles : souvenirs d'un conservateur, 1887-1920, Paris, Plon, 1937 ; réédition présentée et annotée par Christophe Pincemaille, Paris, Perrin, coll. « La Société des Amis de Versailles », 2002
- Journal. 1891-1898, édité et introduit par Claire Bonnotte Khelil et Martine de La Forest Divonne, préface de Laurent Salomé, Paris, Les Belles Lettres, 336 p., 2025  (ISBN 978-2251457017)

## Distinctions

### Décoration
- Commandeur de la Légion d'honneur

### Récompenses
- Prix Montyon 1892
- Prix Archon-Despérouses 1894[10].
- Grand prix Gobert 1903 et 1918

## Hommages

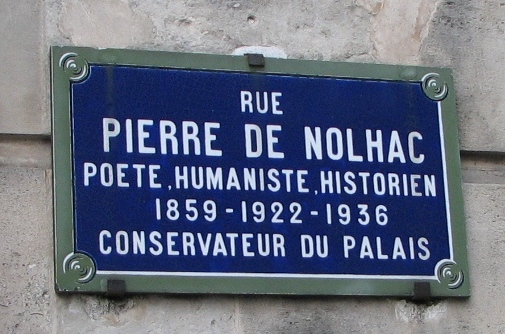
Plaque de la rue Pierre de Nolhac à Versailles.

Un timbre-poste de 0,20 F, dessiné et gravé par Jean Pheulpin, a été émis le 13 février 1960 à Ambert, où figurent le château de Versailles, son effigie et la basilique Saint-Pierre de Rome. 
Une rue de Versailles, à proximité immédiate du château entre le pavillon Dufour et le Grand Commun, ainsi qu'un collège de la ville portent son nom.